# Lliura de Guernsey
La lliura de Guernsey (en anglès Guernsey pound o, simplement, pound; en francès Livre de Guernesey o, simplement, livre; en normand de Guernsey louis de Dgèrnési o, simplement, louis) és la unitat monetària de l'illa de Guernsey. És emesa pel govern autònom insular, anomenat els Estats de Guernsey (States of Guernsey / États de Guernesey / Êtats de Dgèrnési). Malgrat tot, la lliura de Guernsey no és, legalment parlant, una unitat monetària independent, sinó que de fet es tracta d'una emissió especial de lliures esterlines per a l'illa.
Com que no es tracta, doncs, d'una moneda independent, no té un codi ISO 4217 específic. Per tant, comparteix el codi estàndard internacional de les monedes britàniques, GBP, si bé s'acostuma a utilitzar també el codi no oficial GGP. L'abreviació més habitual de la lliura de Guernsey és £. Se subdivideix en 100 penics.
Fins al començament del segle xx, Guernesey usava la lliura esterlina i el franc francès. S'emeten monedes pròpies per a l'illa des del 1830, i també disposa d'emissions pròpies de bitllets. El 1971 se'n va dur a terme la decimalització, en paral·lel a la de la lliura esterlina (GBP).
La lliura de Guernsey té el mateix valor que la lliura esterlina i hi és intercanviable a l'illa, tot i que no passa al revés, ja que la moneda de Guernsey no s'accepta a la Gran Bretanya. A Guernsey hi circulen, a part de les lliures pròpies i de les esterlines, també les de Jersey.

## Monedes i bitllets
En circulen monedes d'1, 2, 5, 10, 20 i 50 penics i d'1 i 2 lliures, i bitllets d'1, 5, 10, 20 i 50 lliures. Com es pot comprovar, alguns valors es troben alhora representats en monedes i en bitllets.
L'anvers tant de les monedes com dels bitllets porta l'efígie de la reina Elisabet, mentre que el revers mostra paisatges i elements tradicionals de l'illa de Guernsey.

## Lliura d'Alderney
L'illa d'Alderney, dependent de Guernsey, també té la seva pròpia moneda, que per llei dels Estats d'Alderney ha de ser la mateixa que la del Regne Unit.
La lliura d'Alderney (en anglès Alderney pound, en francès livre d'Aurigny, en normand louis d'Aoeur'gny) no ha comptat mai amb emissions de bitllets propis, i pel que fa a les monedes circulen entre els col·leccionistes numismàtics, però no són d'ús general. Les monedes d'Alderney s'encunyen des del 1989 en emissions commemoratives de 1£, 2£ o 5£ (i ocasionalment amb valors més alts) fetes de cuproníquel, argent o or.

## Taxes de canvi
- 1 EUR = 0,68514 GBP; 1 GBP = 1,45956 EUR (2 de juny del 2006)
- 1 USD = 0,53588 GBP; 1 GBP = 1,86608 USD (2 de juny del 2006)